# Mihail Botvinik
Mihail Moisejevič Botvinik (tudi Botvinnik) (rusko Михаи́л Моисе́евич Ботви́нник), ruski šahovski velemojster in nekdanji šahovski svetovni prvak, * 17. avgust [J.K. 4. avgust] 1911, Kuokkala, Finska, † 5. maj 1995, Moskva, Rusija.
Pokopan je na moskovskem pokopališču Novodeviči.